# Прево, Флоран
Флоран Прево (фр. Florent Prévost); (* 1794; † 1 февраля 1870) — французский естествоиспытатель и художник-иллюстратор.
Прево работал ассистентом в Национальном музее естественной истории. Он был автором различных работ по зоологии, включая «Les Pigeons par Madame Knip» (1843) и «Histoire Naturelle des Oiseaux d'Europe» (1845).
Он работал над описанием птиц и млекопитающих, привезённых из французской экспедиции в Абиссинию с 1839 по 1843 годы.